# Bird City
Pour les articles homonymes, voir Bird.
Bird City est une municipalité américaine située dans le comté de Cheyenne au Kansas. Lors du recensement de 2010, sa population est de 447 habitants.

## Géographie
Bird City se trouve dans le nord-ouest du Kansas, dans la région des Grandes Plaines.
Selon le Bureau du recensement des États-Unis, la municipalité s'étend sur 2,23 milles carrés (5,78 km2).

## Histoire
Bird City est fondée dans les années 1880 lorsque la région est utilisée pour faire paitre des troupeaux. Elle porte le nom du cow-boy local Benjamin 
Bird, qui n'y a cependant jamais vécu. Son bureau de poste ouvre en septembre 1885 sous le nom de Birdton ; il est renommé Bird City le mois suivant. Bird City est desservie par le Chicago, Burlington and Quincy Railroad.
Le Henry Hickert Building, un immeuble en brique de deux étages construit en 1920 en centre-ville, est inscrit au registre national des lieux historiques.

## Démographie
| Groupe            | Bird City | Kansas | États-Unis |
| ----------------- | --------- | ------ | ---------- |
| Blancs            | 96,2      | 83,8   | 72,4       |
| Métis             | 2,5       | 3,0    | 2,9        |
| Autres            | 0,9       | 12,2   | 23,8       |
| Amérindiens       | 0,5       | 1,0    | 0,9        |
| Total             | 100       | 100    | 100        |
|                   |           |        |            |
| Latino-Américains | 15,0      | 10,5   | 16,7       |

Selon l'American Community Survey, pour la période 2011-2015, 86,42 % de la population âgée de plus de 5 ans déclare parler l'anglais à la maison, 12,93 % déclare parler l'espagnol et 0,65 % l'allemand.